# Xaturanga
|   | a  | b  | c  | d  | e  | f  | g  | h  |   |
| 8 | a8 | b8 | c8 | d8 | e8 | f8 | g8 | h8 | 8 |
| 7 | a7 | b7 | c7 | d7 | e7 | f7 | g7 | h7 | 7 |
| 6 | a6 | b6 | c6 | d6 | e6 | f6 | g6 | h6 | 6 |
| 5 | a5 | b5 | c5 | d5 | e5 | f5 | g5 | h5 | 5 |
| 4 | a4 | b4 | c4 | d4 | e4 | f4 | g4 | h4 | 4 |
| 3 | a3 | b3 | c3 | d3 | e3 | f3 | g3 | h3 | 3 |
| 2 | a2 | b2 | c2 | d2 | e2 | f2 | g2 | h2 | 2 |
| 1 | a1 | b1 | c1 | d1 | e1 | f1 | g1 | h1 | 1 |
|   | a  | b  | c  | d  | e  | f  | g  | h  |   |

El xaturanga és un antic joc indi que es considera l'antecessor comú dels escacs, el shogi i el makruk, i està relacionat amb el xiangqi i el janggi. S'ha jugat al xaturanga des del segle vi dC, de manera que és considerada la versió més antiga dels escacs. El xaturanga és l'antecessor directe del xatranj, que era la forma en què varen arribar els escacs a l'Europa medieval.

## Història

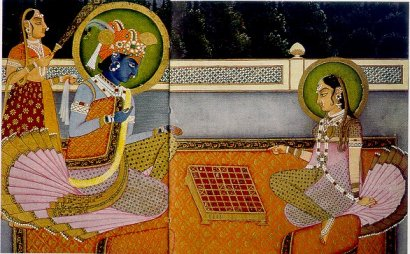
Krishna i Radha jugant al xaturanga en un ashtāpada de 8×8

En sànscrit, "xaturanga" significa literalment "tenir quatre extremitats (o parts)", i en poesia èpica, significa habitualment "exèrcit". El joc reflecteix la profunda divisió de l'antic exèrcit indi. A més del rei i el seu conseller o general en el centre, l'exèrcit consistia en les següents unitats:
- Infanteria, representat per la línia de peons que van avançant.
- Els eixordadors elefants de guerra, propers al centre de l'exèrcit.
  - Més endavant, aquesta peça, que era força feble, es va considerar que no era una representació adequada del poder l'autèntic elefant de guerra indi. Això va provocar un canvi de moviment i de nom: va passar a ser la torre. Avui dia, a l'Índia sovint s'anomena elefant a la torre i camell a l'alfil.
- La cavalleria muntada, representada pel cavall, amb un moviment que facilitava el flanquejament.
- Els carros, amb rodes que els permeten moure ràpidament però en línia recta, i que van passar a ser la torre a Europa, però un vaixell quan els escacs van estendre's per Rússia.

El xaturanga es jugava en un tauler de 8x8, anomenat Ashtāpada. El tauler tenia unes marques especials, el significat de les quals és desconegut avui dia. Sembla que aquestes marques no estaven relacionades amb el joc, sinó que eren dibuixades en el tauler per tradició. Alguns historiadors han conjecturat que l'Ashtāpada també s'utilitzava per a algun tipus de joc de daus antic, potser similar al patxisi, on aquestes marques tenien un significat.
En l'èpic indi Mahābhārata, es diu:
I movent per taulers d'escacs bells peons fets d'ivori, de colors blaus i grocs i vermells i blancs, per tirades de daus negres i vermells.
Aquesta cita tant es podria referir a algun joc similar als escacs, com el xaturaji, o a un joc com el patxisi.
El Harsha Charitha (c. 625), de Banabhatta, conté la referència més antiga al xaturanga:
Sota el regnat d'aquest rei tan sols les abelles es barallen per recollir la rosada, els únics peus tallats són aquells mesurats, només els taulers d'escacs ensenyen les posicions del xaturanga.

## Regles
|   | a  | b  | c  | d  | e  | f  | g  | h  |   |
| 8 | a8 | b8 | c8 | d8 | e8 | f8 | g8 | h8 | 8 |
| 7 | a7 | b7 | c7 | d7 | e7 | f7 | g7 | h7 | 7 |
| 6 | a6 | b6 | c6 | d6 | e6 | f6 | g6 | h6 | 6 |
| 5 | a5 | b5 | c5 | d5 | e5 | f5 | g5 | h5 | 5 |
| 4 | a4 | b4 | c4 | d4 | e4 | f4 | g4 | h4 | 4 |
| 3 | a3 | b3 | c3 | d3 | e3 | f3 | g3 | h3 | 3 |
| 2 | a2 | b2 | c2 | d2 | e2 | f2 | g2 | h2 | 2 |
| 1 | a1 | b1 | c1 | d1 | e1 | f1 | g1 | h1 | 1 |
|   | a  | b  | c  | d  | e  | f  | g  | h  |   |

Les regles exactes del xaturanga no es coneixen. Tot i així, alguns historiadors dels escacs creuen que el joc tenia regles molt similars, si no iguals, a les del xatranj. Tanmateix, hi ha molts dubtes al voltant del moviment del gaja (l'elefant), precursor de l'alfil en els escacs moderns.
- Ràja (Rei); també denominat Raja, Rajah - Es mou com el rei en els escacs i en el xatranj. Segons algunes fonts, el ràja pot fer un moviment de cavall durant el joc, llevat que se li hagi fet ja un escac.
- Mantri (Conseller); també conegut com a Senapati (General) - Es mou un quadrat diagonalment, com el Fers en el xatranj.
- Ratha (Carro); també anomenat Śakata - Es mou com la torre en els escacs i en el xatranj.
- Gaja (Elefant) - Es troben tres descripcions diferents del seu moviment:
- # Dos quadrats en qualsevol direcció diagonal, saltant per sobre d'un quadrat, com l'Alfil en el xatranj. Segurament, aquest és el seu moviment més antic.
- #* El mateix moviment és el que s'utilitza per a la Barca en la versió a quatre mans del xaturanga, el xaturaji.
- #* L'Elefant en el xiangqi (escacs xinesos) té un moviment similar, però sense saltar.
- # Un quadrat cap endavant o en qualsevol direcció diagonal (pensant en les quatre potes i el tronc de l'elefant).
- #* Aquest és el mateix moviment que el General de plata en el shogi.
- #* En el makruk (escacs taïlandesos) i en el sittuyin (escacs birmans), l'elefant es mou de la mateixa manera.
- #* Aquest moviment va ser descrit ca. 1030 per Biruni en el seu llibre India.
- # Dos quadrats en qualsevol direcció ortogonal, saltant per sobre d'un quadrat.
- #* Una peça amb aquest moviment s'anomena un Dabbābah[3] en algunes variants d'escacs. Aquest moviment va ser descrit pel mestre àrab d'escacs al-Adli[4] ca. 840 en el seu treball sobre els escacs, que s'ha perdut en part. El mot àrab dabbābah designava en el passat una arma de setge per atacar fortificacions emmurallades, i avui en dia significa "tanc").
- #** L'historiador alemany Johannes Kohtz (1843-1918) suggereix, per contra, que aquest era el primer moviment del Ratha.[5]
- Ashva (Cavall); també anomenat Ashwa, Asva - Es mou com el cavall en els escacs i el xatranj. (Aquest és el moviment característic que permet afirmar que el joc és, segurament, descendent del xaturanga.)
- Padàti/Bhata (Soldat de peu o peó); també anomenat Pedati, Bhata; també conegut com a Sainik (Guerrer) - Es mou com el peó en els escacs i el xatranj.

Al-Adli també anomena dues diferències addicionals en el xatranj:
- Les taules eren una victòria pel jugador contra el que s'aconseguien. Sembla una regla força il·lògica, però va tornar a aparèixer de nou en algunes variacions medievals dels escacs a Anglaterra, cap al 1600. Segons alguns autors, no hi havia taules, tot i que això sembla improbable.
- El jugador que primer captura totes les peces tret del rei guanya. En el xatranj això també és una victòria, però només en el cas que el contrincant no pugui fer el mateix al seu torn en la jugada següent.